# Puccinia splendens
Puccinia splendens ist eine Ständerpilzart aus der Ordnung der Rostpilze (Pucciniales). Der Pilz ist ein Endoparasit der Korbblütlergattung Hymenoclea. Symptome des Befalls durch die Art sind Rostflecken und Pusteln auf den Blattoberflächen der Wirtspflanzen. Sie ist im südlichen Nordamerika verbreitet.

## Merkmale

### Makroskopische Merkmale
Puccinia splendens ist mit bloßem Auge nur anhand der auf der Oberfläche des Wirtes hervortretenden Sporenlager zu erkennen. Sie wachsen in Nestern, die als gelbliche bis braune Flecken und Pusteln auf den Blattoberflächen erscheinen.

### Mikroskopische Merkmale
Das Myzel von Puccinia splendens wächst wie bei allen Puccinia-Arten interzellulär und bildet Saugfäden, die in das Speichergewebe des Wirtes wachsen. Ihre Spermogonien wachsen beidseitig auf den Wirtsblättern. Die beidseitig wachsenden Aecien der Art sind weiß und kurzzylindrisch bis becherförmig. Sie besitzen 24–32 × 21–25 µm große, kugelige bis eckig ellipsoide, farblose bis gelbliche Aeciosporen. Die überwiegend blattunterseitig wachsenden Uredien des Pilzes sind dunkel zimtbraun. Ihre zimtbraunen Uredosporen sind 26–33 × 24–27 µm groß, breit eiförmig bis langellipsoid und stachelwarzig. Die auf Blättern und Stängelgallen wachsenden Telien der Art sind schwarzbraun. Die kastanienbraunen Teliosporen sind zweizellig, in der Regel ellipsoid und 44–65 × 29–35 µm groß. Ihre Stiele sind farblos und bis zu 200 µm lang.

## Artabgrenzung
Puccinia franseriae wurde teilweise als Synonym von Puccinia splendens angesehen. Allerdings hat erstere Art stachelige Aecidiosporen, letztere hingegen warzige in Ketten angelegte Aeciosporen.

## Verbreitung
Das bekannte Verbreitungsgebiet von Puccinia splendens reicht von den südwestlichen USA bis nach Nordwestmexiko.

## Ökologie
Die Wirtspflanzen von Puccinia splendens sind Hymenoclea salsola und H. monogyra. Der Pilz ernährt sich von den im Speichergewebe der Pflanzen vorhandenen Nährstoffen, seine Sporenlager brechen später durch die Blattoberfläche und setzen Sporen frei. Die Art durchläuft einen Entwicklungszyklus mit Spermogonien, Aecien, Telien und Uredien, vollzieht aber keinen Wirtswechsel.